# Ion Crăciunescu

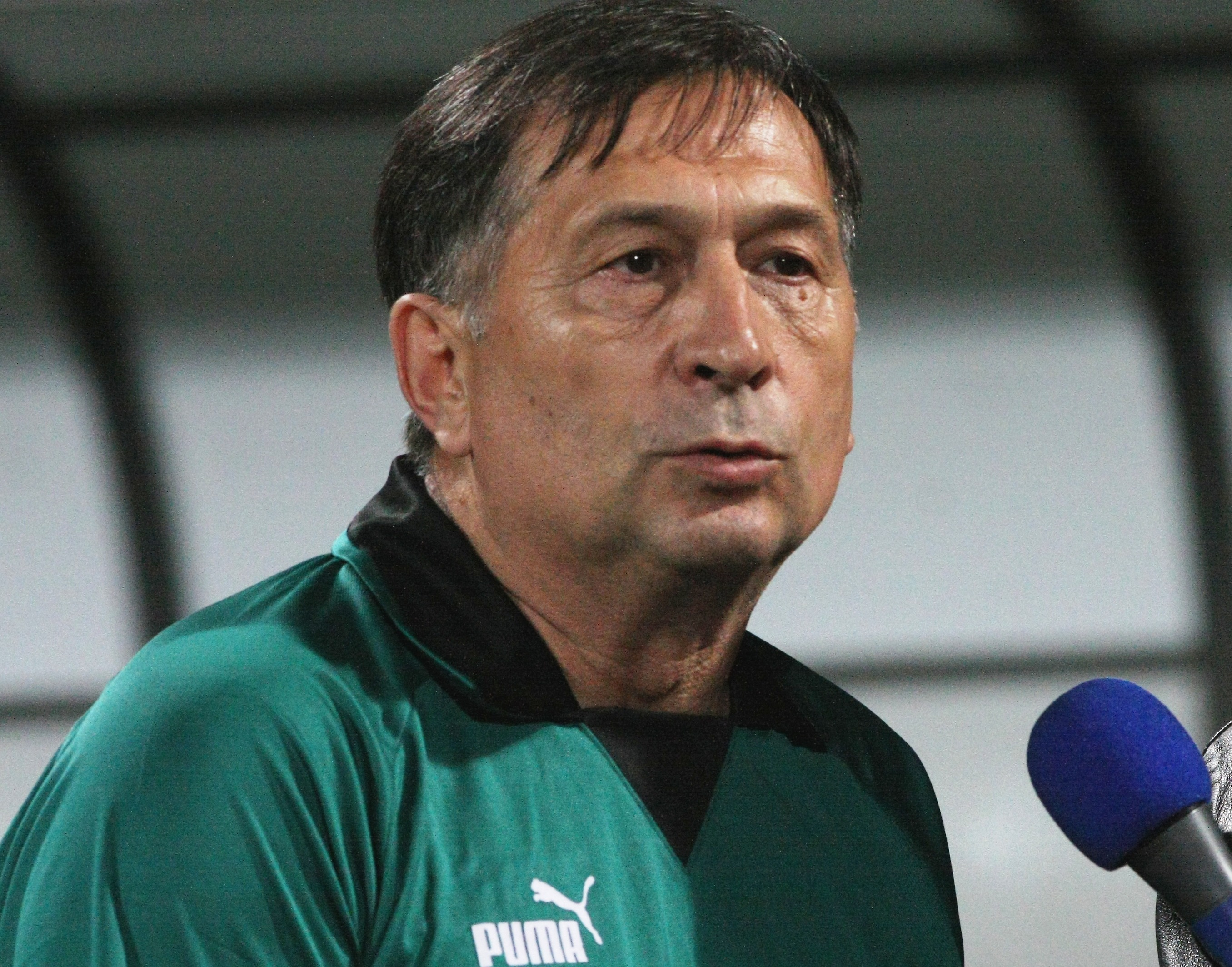
Ion Crăciunescu, 2010

Ion Crăciunescu (* 27. September 1950) ist ein ehemaliger rumänischer Fußballschiedsrichter und -spieler.

## Sportlicher Werdegang
Crăciunescu war in den 1970er Jahren als Spieler von Chimia Râmnicu Vâlcea und CS Universitatea Craiova, ehe er Mitte der 1970er Jahre seine Karriere vorzeitig beenden musste und sich anschließend der Schiedsrichterei widmete.
Crăciunescu rückte Anfang der 1980er Jahre zum Schiedsrichter in der Divizia A auf, ehe er 1984 auf die UEFA- und FIFA-Schiedsrichterliste aufgenommen wurde und in der Folge bei Europapokal- sowie Länderspielen auf dem Platz stand. Ab Ende der 1980er Jahre leitete er dabei mehrfach A-Länderspiele im Rahmen der Qualifikation für Welt- und Europameisterschaften, kam jedoch zu keiner Endrundennominierung im Männerbereich. Jedoch war er bei der U-21-Europameisterschaft 1988 im Einsatz, bei er das Finalhinspiel zwischen Griechenland und Frankreich leitete. Im König-Fahd-Pokal 1995, einem Vorläufer des FIFA-Konföderationen-Pokals, war er in den Gruppenspielen im Einsatz.
Nach Einführung der UEFA Champions League kam Crăciunescu dort regelmäßig zum Einsatz. In der UEFA Champions League 1994/95 leitete er das durch einen Treffer von Patrick Kluivert zugunsten von Ajax Amsterdam entschiedene Endspiel gegen die AC Mailand im Wiener Ernst-Happel-Stadion.
1996 beendete Crăciunescu aus Altersgründen seine Karriere.